# ویکولونگو
ویکولونگو (به ایتالیایی: Vicolungo) یک کومونه در ایتالیا است که در استان نووارا واقع شده‌است. ویکولونگو ۱۳٫۴ کیلومتر مربع مساحت و ۸۵۷ نفر جمعیت دارد.